# NGC 1968
NGC 1968 is een open sterrenhoop in het sterrenbeeld Goudvis. Het hemelobject werd op 2 januari 1837 ontdekt door de Britse astronoom John Herschel.

## Synoniemen
- ESO 56-SC130